# Calceolaria glauca
Calceolaria glauca är en toffelblomsväxtart som beskrevs av Hipólito Ruiz López och Pav.. Calceolaria glauca ingår i släktet toffelblommor, och familjen toffelblomsväxter. Inga underarter finns listade i Catalogue of Life.